# NK Rudar Trbovlje
NK Rudar Trbovlje je slovenski nogometni klub iz Trbovlja koji se natječe u Ljubljanskoj regionalnoj ligi, četvrtoj razini slovenskog nogometnog sustava. Klub ima dugogodišnje lokalno rivalstvo s NK Zagorje, koje je poznato kao Zasavski derbi.

## Povijest
Povijest nogometa u Trbovlju seže u 1922. godinu, kada je osnovan ŠK Zora. Iste godine klub je izazvao veliko zanimanje za ovaj sport među radničkom omladinom. Godine 1924. klub je zabranjen nakon političkog obračuna s Orjunom. Neki bivši članovi potom su osnovali DSK Svoboda, koji se 1927. preimenovao u SK Amater.
Godine 1972., na 50. obljetnicu kluba, prvi su put osvojili Slovensku republičku ligu. Uspješno razdoblje trajalo je do 1980. godine, kada je Rudar još dva puta osvojio republičke naslove od 1974. do 1979. godine.
Raspadom Jugoslavije i osamostaljenjem Slovenije sve slovenske momčadi vratile su se iz saveznih liga. Neki od ključnih igrača napustili su klub i Rudar je ispao iz novoosnovane slovenske Prve lige u inauguralnoj sezoni 1991./92. Više se nisu vratili u prvu ligu.

## Uspjesi

### Jugoslavija
- Slovenska republička nogometna liga:

1971./72., 1973./74., 1978./79.
- Slovenski republički nogometni kup:

1952.

### Slovenija
- Regionalna ljubljanska liga:

2011./12.
- MNZ Ljubljana Kup:

1993.

## Vanjske poveznice
- Službene stranice